# + (آلبوم اد شیرن)
«جمع» (به انگلیسی: +) اولین آلبوم استودیویی از هنرمند اهل بریتانیا اد شیرن است که در ۹ سپتامبر ۲۰۱۱ منتشر شد.
این آلبوم در چارت‌های استرالیا، بریتانیا، ایرلند، نیوزلند در رتبه اول و در چارت‌های هلند، فلاندرز، سوئیس، جزو ده آلبوم اول قرار گرفت.